# Zhongguo xiong li yuzhou jian
Zhongguo xiong li yuzhou jian (chiń. 中华雄立宇宙间) – hymn Chin w latach 1915–1921, autorem tekstu jest Yin Chang, a muzykę skomponował Wang Lu.
Pieśń przyjęto w 1915 roku, gdy w grudniu tego samego roku Yuan Shikai wstąpił na tron zmieniono fragment odnoszący się do pięciu ras pod jedną unią, na odniesienie do starożytnej chińskiej sukcesji cesarskiej.

## Słowa

### Chiński (pismo tradycyjne)
中华雄立宇宙间
万万年！
保卫人民中不偏
诸业发达江山固
四海之内太平年
万万年!

### Transkrypcja hanyu pinyin
Zhōnghuá xióng lì yǔzhòu jiān
wàn wàn nián
bǎowèi rénmín zhōng bùpiān
zhū yè fādá jiāngshān gù
sìhǎi zhī nèi tàipíng nián
wàn wàn nián